# Кучера, Михаил Петрович
Михаил Петрович Кучера (22 ноября 1922, Наровлянский район — 4 июня 1999, Киев) — советский и украинский археолог чешского происхождения (позиционировал себя как белоруса), доктор исторических наук, ведущий научный сотрудник Института археологии НАН Украины. Специалист в области исследований древнерусских городищ, оборонительных сооружений, фортификации и военного дела Южной Руси.

## Биография
После окончания школы, в июле 1941 г., призван в ряды Красной Армии. Во время войны принимал участие в боях Западного, Брянского и II Белорусского фронтов на территории России, Беларуси, Польши. Член ВКП(б) с 1946 года.
В 1947—1952 годах обучался на историческом факультете Киевского государственного университета им. Т. Шевченко. Участвовал в раскопках на территории Киева под руководством В. А. Богусевича. В 1952—1955 годах — аспирант института археологии АН УССР (научные руководители П. П. Ефименко и В. И. Довженок). В 1956—1965 годах — младший научный сотрудник того же института.
В 1960 году защитил кандидатскую диссертацию. С 1966 года переведён на должность старшего научного сотрудника института археологии.
В течение 1974—1986 годов возглавлял отдел полевых исследований Института археологии АН УССР. На основе проведённых полевых исследований в 1988 году защитил докторскую диссертацию.
С 1990 года работал на должности ведущего научного сотрудника-консультанта отдела древнерусской и средневековой археологии Института археологии НАН Украины.
Похоронен на Байковом кладбище в Киеве.

## Научная деятельность
Научные интересы М. П. Кучеры были сосредоточены на исследовании древнерусских городищ, оборонительных сооружений, фортификации и военному делу Южной Руси. Он установил, что крепостные стены древнерусских городов Среднего Поднепровья, остатки которых дошли до нас в виде валов, представляли собой сложные конструкции из городен и клетей. М. П. Кучера исследовал хронологию и типологию средневековой керамики, административное и этнокультурное развитие племенных объединений и древнерусских земель, генезис древнерусской и позднесредневековой культуры.
М. П. Кучера осуществил масштабные полевые работы по исследованию Змиевых и Траяновых валов, решив проблему их происхождения, датировки, назначения и исторической судьбы. Учëный внëс значительный вклад в паспортизацию историко-археологического наследия и совершенствование методов археологических полевых исследований.

### Полевые исследования
В течение 40 лет руководил исследованиями древнерусских археологических памятников Украины. Автор 50 научных отчётов.
В 1953—1954 годах участвовал в раскопках древнерусских городов Колодяжина и Плеснеска, затем занимался разведками в Поросье (1956), а также в зонах затопления Кременчугского (1957, 1958), Днепродзержинского (1959) и Каневского (1960) водохранилищ. Принимал участие в раскопках летописного Чучина, городища у хутора Половецкого и поселения у села Николаевка. В 1959 году осуществлял раскопки городища у хутора Миклашевского. После защиты диссертации вплоть до 1973 года занимался разведками и раскопками многочисленных укреплённых памятников, в частности, у хутора Кизивер, сёл Сокольцы, Городище, Русанов, Лище, а также Ходоровского и Процевского городищ. Осуществил широкомасштабные разведки на Волыни, Левобережье и в Киевской области.
Провёл обширные работы по исследованию Змиева (1974—1988) и Траянова (1988—1990) валов.
С его именем связано и начало изучения памятников казацкой эпохи, которые до этого носили эпизодический характер. Раскопки 1989—1994 годов в Чигирине на месте крепости XVI—XVII веков и в Субботове на месте сооружений усадьбы Хмельницких положили начало систематическому исследованию археологических древностей указанного периода.

## Награды
Имел 3 ордена и 9 медалей (из них 3 — польские).

## Основные работы
- Древній Пліснеськ (укр.) // Археологічні пам’ятки УРСР. — Вип. ХII. — Київ, 1962. — С. 3—56.
- Древньоруське городище в х. Миклашевському (укр.) // Археологія. — Т. XIV. — Київ, 1962. — С. 89—108.
- Середньовічне городище біля с. Сокільці на Південному Бузі (укр.) // Археологія. — Т. XIX. — Київ, 1965. — С. 201—214.
- Ходорівське древньоруське городище (укр.) // Археологія. — Т. XX. — Київ, 1966. — С. 202—210.
- Про одну групу середньовічної кераміки на території УРСР (укр.) // Слов’яно-руські старожитності. — Київ: Наукова думка, 1969. — С. 174—181.
- Про один конструктивний тип древньоруських укріплень в Середньому Подніпров’ї (укр.) // Археологія. — Т. XXII. — Київ, 1969. — С. 180—195.
- До питання про конструкцію стіни-столпія давньоруського літопису (укр.) // Київська старовина. — Київ: Наукова думка, 1972. — С. 60—62.
- До питання про традиції оборонного будівництва Київської Русі в дерев’яній архітектурі XV—XVII ст. (укр.) // Середні віки на Україні. — Вип. 2. — Київ: Наукова думка, 1973. — С. 127—131.
- Переяславское княжество // Древнерусские княжества X—XIII вв. — М.: Наука, 1975. — С. 118—143.
- Давньоруські городища на Правобережжі Київщини (укр.) // Дослідження з слов’яно-руської археології. — Київ: Наукова думка, 1976. — С. 176—197.
- Вивчення пам’яток давньоруського часу на території УРСР (укр.) // Археологія. — Вип. 26. — Київ, 1978. — С. 77—83.
- Размеры древнерусского города по данным городищ на территории УССР // Древнерусский город. — Киев: Наукова думка, 1984. — С. 69—72.
- Древнерусские поселения Среднего Поднепровья (в соавторстве с О. В. Сухобоковым, С. А. Беляевой и др.). — Киев: Наукова думка, 1984. — 196 с.
- Плеснеск // Археология Украинской ССР. — Т. 3. — Киев: Наукова думка, 1986. — С. 322—328.
- Керамика // Археология Украинской ССР. — Т. 3. — Киев: Наукова думка, 1986. — С. 447—455.
- Давньоруська оборонна лінія в Пороссі (укр.) (в соавторстве с Л. И. Иванченко) // Археологія. — Вип. 59. — Київ, 1987. — С. 67—79.
- Змиевы валы Среднего Поднепровья. — Киев: Наукова думка, 1987. — 204 с.
- «Траянові» вали Середнього Подністров’я (укр.) // Археологія. — 1992. — № 4. — С. 43—55.
- Археологічні дослідження в Чигирині й Суботові (укр.) (в соавторстве с П. А. Горишним) // Старожитності Русі-України. — Київ, 1994. — С. 234—237.
- Особливості городищ Чорних клобуків Поросся (укр.) (в соавторстве с Л. И. Иванченко) // Археологія. — 1998. — № 2. — С. 100—104.
- Про деякі маловідомі типи кераміки на давньоруських пам’ятках (укр.) // Історія Русі-України. — Київ: ІА НАН України, 1998. — С. 160—165.
- Подвійно-рядова забудова на давньоруських городищах (укр.) // Археологія. — 1999. — № 2. — С. 105—110.
- Слов’яно-руські городища VIII—XIII ст. між Саном і Сіверським Дінцем (укр.). — Київ: ІА НАНУ, 1999. — 252 с.
- Залишки водозбірних споруд на слов’яно-руських городищах Х—ХІІІ ст. (укр.) // Археологія. — 2000. — № 2. — С. 94—100.
- Замчище-садиба Б. Хмельницького в Суботові на Черкащині (укр.) // Археологія і давня історія України. — 2010. — Вип. 1. — С. 541—554.
- Городища уличів у Середньому Побужжі (укр.) // Археологія. — 2017. — № 4. — С. 61—72.